# David Harold Stern
David Harold Stern (Los Angeles, 31 de outubro de 1935) é um teólogo judeu. Ele é o terceiro filho de Harold Stern e Levi Marion Stern.
O grande trabalho de Stern é a Bíblia Judaica Completa, sua tradução para o inglês do Tanakh e do Novo Testamento (ao qual os messiânicos refenciam pela frase em hebraico do livro do profeta Jeremias/Yirmeyahu capítulo 31, "B'rit Chadashah", Nova Aliança). Uma das maneiras em que ele trata a questão é deixar a maioria dos nomes próprios na sua forma transliterada, e no Novo Testamento substituindo nomes próprios com o hebraico ou palavras transliteradas. Ele chama a isto de o tratamento "cosmético". Outras decisões incluem a tradução de frases gregas sobre 'a lei' como tendo a ver com o 'legalismo da Torá'. Mais explicações são encontradas em seu Manifesto Judeu Messiânico (hoje fora de catálogo) e em seu Judaísmo Messiânico: Um Movimento Moderno Com Um Passado Antigo (a revisão do "Manifesto Judeu Messiânico"). Ele também é conhecido por apresentar o ponto de vista da Teologia da Oliveira da relação entre Israel e da Igreja.
Nota importante sobre seu trabalho a Bíblia Judaica Completa: É importante ressaltar que por trata-se de autor judeu, e não judeu convertido ao cristianismo, sua tradução do novo-testamento soa muitas vezes herética, uma vez que o critério usado para tradução não foi o da tradução exata do original grego do novo testamento, e sim basicamente sua interpretação pessoal, do ponto de vista das crenças, e da fé judaica, que como sabemos não tem a Cristo como o messias.
Outras experiências do Dr. Stern incluem o surf, além de um Mestrado em Divindade do Seminário Teológico Fuller, trabalho de pós-graduação da Universidade do Judaísmo (agora American Jewish University) e um Ph.D. em economia pela Universidade de Princeton. Ele ensinou o primeiro curso de "Judaísmo e Cristianismo" do Seminário Teológico Fuller e na UCLA que ele era um professor.
Stern vive em Jerusalém e é ativo na Comunidade Judaica Messiânica de Israel.

### Livros
- Surfing Guide to Southern California (with Bill Cleary) – 1ª ed.: Fitzpatrick 1963. Ed. Atual: Mountain & Sea 1998, ISBN 091144906X
- Restoring the Jewishness of the Gospel – Jewish New Testament Publications, Jerusalém, 1988, ISBN 965-359-001-4
- Messianic Jewish Manifesto – Jewish New Testament Publications, Jerusalém, 1 Maio de 1988, ISBN 965-359-002-2
- Messianic Judaism: A Modern Movement With An Ancient Past – Jewish New Testament Publications, Jerusalém, Abril de 2007, ISBN 1-880226-33-2
- Novo Testamento Judaico: Uma Tradução do Novo Testamento que Expressa sua Judaicidade – Jewish New Testament Publishing, Jerusalém, and Clarksville MD, September 1989, ISBN 978-85-7367-957-1
- Comentário Judaico do Novo Testamento: Um Volume que Acompanha o Novo Testamento Judaico – Jewish New Testament Publishing, Jerusalém, 1992, ISBN 978-85-7607-086-3
- Bíblia Judaica Completa – Jewish New Testament Publications, Jerusalém, Setembro de 1998, ISBN 965-359-018-9. Ed. Atual: Editora Vida, 2011, ISBN 8000001454
- How Jewish Is Christianity? (with others) (ed by Louis Goldberg) – Zondervan, Novembro de 2003, ISBN 0-310-24490-0